# Pearl Tower

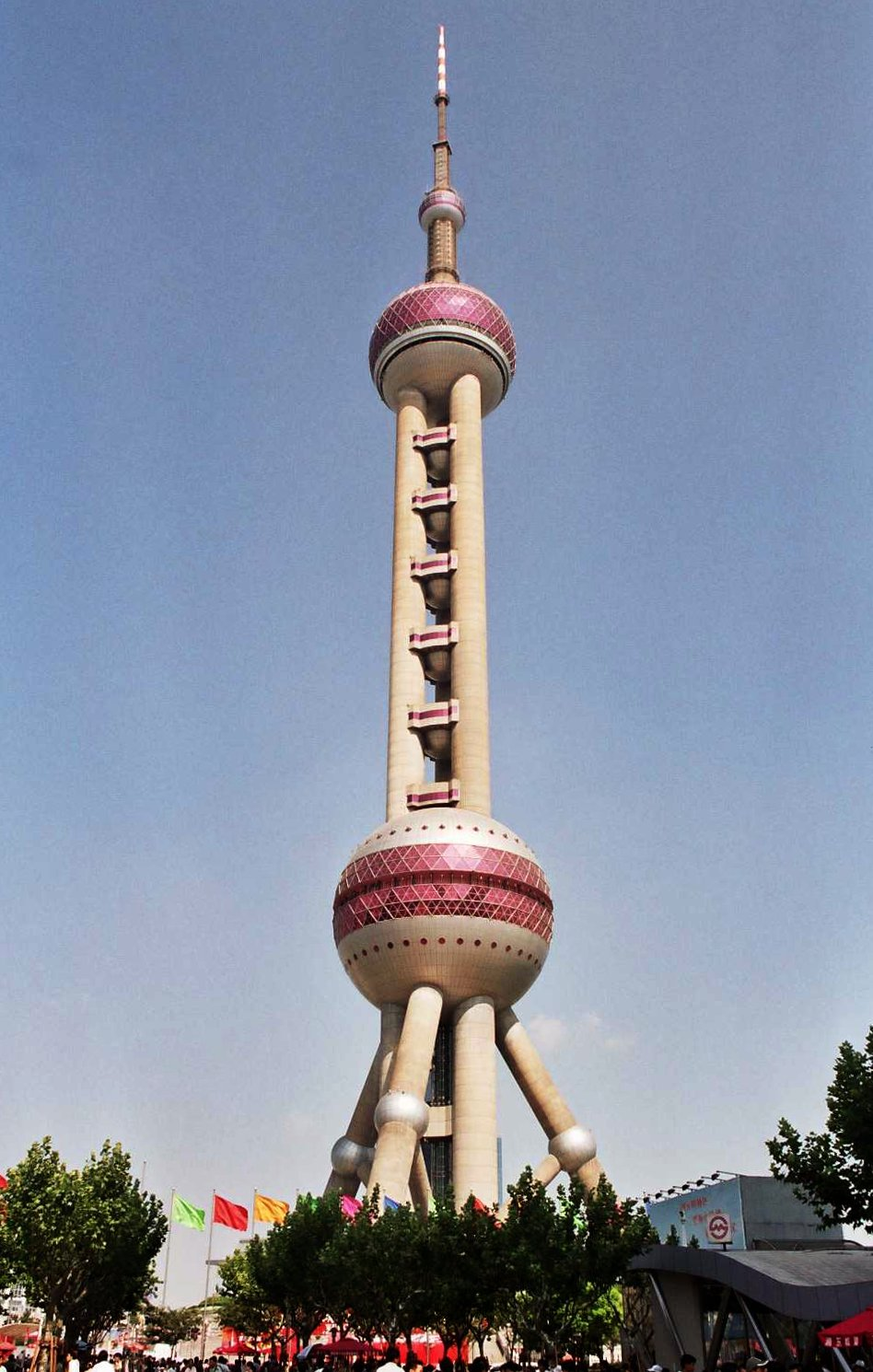
Pearl Tower

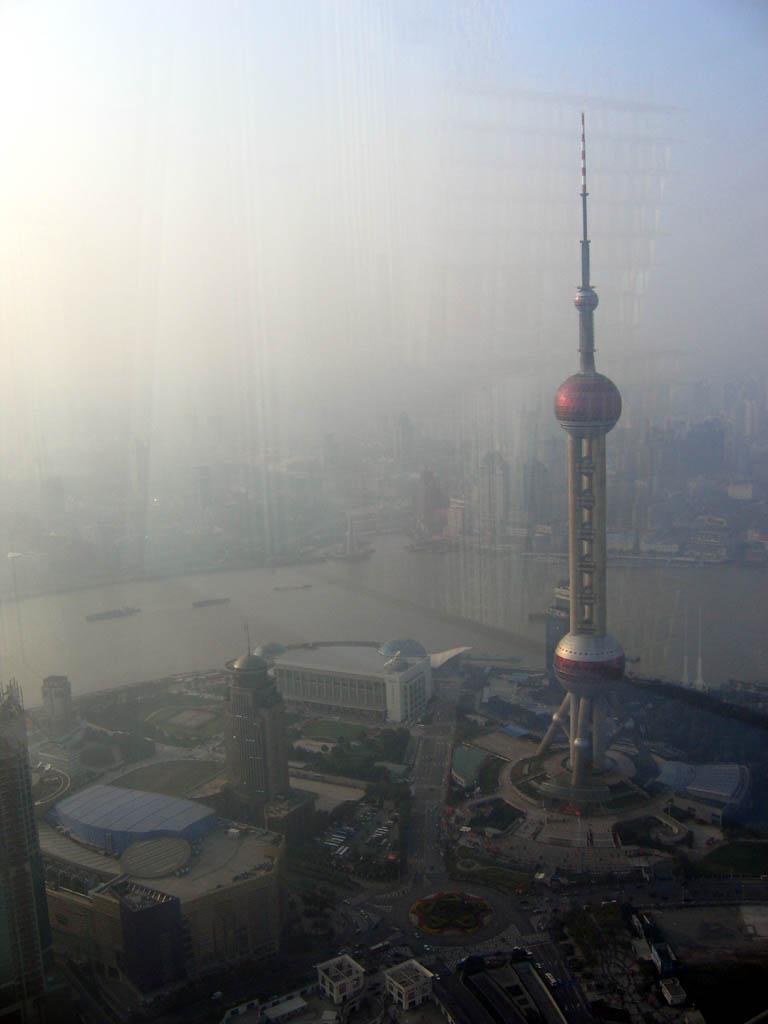
Pearl Tower med staden bakom.

Pearl Tower är ett tv-torn i Shanghai och även stadens mest kända byggnad och symbol. Tornet innehåller bl.a. en roterande restaurang, olika utsiktsplattformar i dess olika bollar samt i den största bollen en berg- och dalbana samt en simulatorbio. Tornet ligger i stadsdelen Pudong. Pearl Tower har över 3 miljoner besökare varje år.

## Tunnelbana (vid Pearl Tower)
| Linje | Station    |
| ----- | ---------- |
| 2     | Lu Jia Zui |

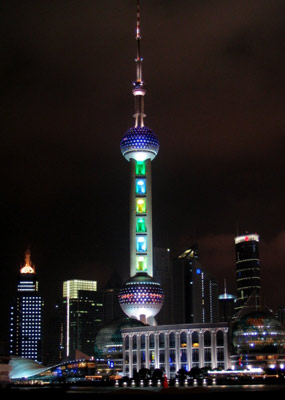
Pearl tower på natten.
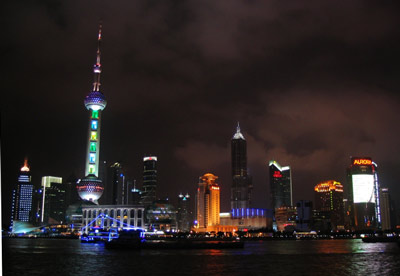
Pearl tower på natten.
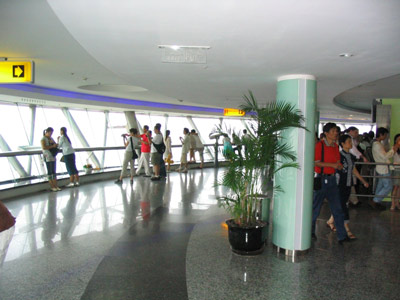
Utsiktsplan på 263 meter.
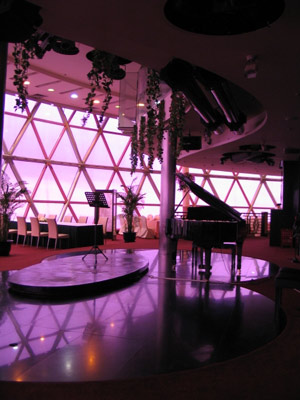
Roterande restaurang på 267 meters höjd.